# جبال دي لونغ
جبال دي لونغ هي سلسلة جبال في بلدية نورث سلوب في ولاية ألاسكا الأمريكية. تقع السلسلة في الطرف الغربي من سلسلة جبال بروكس وتمتد غربًا من تيار يوفاكساك ورأس نهر كونا. تمت تسميتها في عام 1886 تيمنًا بالمستكشف جورج واشنطن دي لونغ (1844-1881).
أعلى قمة في جبال دي لونغ هي جبل بلاك بارتفاع 5,020 قدمًا (1,530 مترًا).